# Druivenkoers 2000
La Druivenkoers 2000, quarantesima edizione della corsa, si svolse il 23 agosto 2000 su un percorso di 200 km, con partenza e arrivo a Overijse. Fu vinta dal belga Michel Vanhaecke della Tonissteiner-Landbouwkrediet davanti al suo connazionale Andrei Tchmil e all'australiano Scott Sunderland.

## Ordine d'arrivo (Top 10)
| Pos. | Corridore           | Squadra                      | Tempo    |
| ---- | ------------------- | ---------------------------- | -------- |
| 1    | Michel Vanhaecke    | Tonissteiner-Landbouwkrediet | 4h42'00" |
| 2    | Andrei Tchmil       | Lotto-Adecco                 | a 5"     |
| 3    | Scott Sunderland    | Palmans-Ideal                | s.t.     |
| 4    | Yoann Le Boulanger  | Cofidis                      | a 8"     |
| 5    | Dave Bruylandts     | Palmans-Ideal                | s.t.     |
| 6    | Björn Leukemans     | Vlaanderen 2002-Eddy Merckx  | a 1'19"  |
| 7    | Marlon Pérez Arango |                              | a 1'22"  |
| 8    | Danny Van Capellen  |                              | s.t.     |
| 9    | Davy Daniels        | Vlaanderen 2002-Eddy Merckx  | a 1'38"  |
| 10   | Steven De Neef      | Flanders-Prefetex            | s.t.     |